# Hammam Ghezèze
Hammam Ghezèze ou Hammam Ghezaz (arabe : حمام الأغزاز) est une ville tunisienne à l'extrémité orientale de la péninsule du cap Bon, à un kilomètre au nord de Kélibia avec laquelle elle forme une conurbation de quelque 60 000 habitants, soit le deuxième pôle démographique de la région après celui de Hammamet-Nabeul-Dar Chaâbane-Béni Khiar.
Rattachée au gouvernorat de Nabeul, elle constitue une municipalité comptant 9 076 habitants en 2014 et est le chef-lieu d'une délégation.
Elle abrite une zone agricole maraîchère où sont notamment cultivés le tabac et l'arachide.

## Histoire
La localité est occupée depuis l'Antiquité comme en témoignent des ruines romaines auxquelles fait référence la première partie du nom de la ville : le mot hammam indique la présence de bains (ces vestiges d'époque romaine sont désormais submergés par la mer). Quant à la deuxième partie du nom, elle indique que la ville moderne est fondée au XVIIIe siècle par des immigrants turcs de la tribu al Aghzaz en provenance d'Anatolie.

## Environnement

### Plage et naufrages
En direction de Kélibia s'étend une longue plage de sable de 3 kilomètres de long, la plage de Sidi Mansour, qui se termine par le cap dit Ras El Mellah. Les hauts-fonds sableux au large de cette plage ont été les témoins de nombreux naufrages. Le plus célèbre est celui du destroyer HMS Havock battant pavillon britannique qui s'est échoué le 6 avril 1942 alors qu'il tentait de rejoindre Gibraltar après avoir été touché par les forces de l'Axe. Le Havoc s'est, suivant les sources, fait torpiller par le sous-marin italien Aradam puis échoué avant de couler, ou échoué pour éviter d'être torpillé avant que l'équipage ne saborde le bateau, ou encore échoué puis torpillé par le sous-marin. Dans tous les cas, l'équipage, arrêté par les autorités françaises de Vichy qui contrôlent la côte tunisienne, est transféré dans la prison de Laghouat, dans le Sahara algérien, jusqu'à leur libération lors de l'opération Torch,. Son épave suscite de nos jours l'intérêt des plongeurs. Le bateau actuellement visible est l'épave d'un autre vaisseau, cette fois-ci un chalutier algérien, qui s'est échoué le 4 octobre 2013 au même endroit.

### Lagune
La plage est séparée par un cordon dunaire d'une lagune fort poluée mais que des associations locales tentent de restaurer,, car elle est une zone humide critique pour la nidification et la migration de l'avifaune. Il a été proposé de l'ajouter au chapelets des autres lagunes classées comme site Ramsar sur la côte Sud du cap Bon.